# Dillard
Dillard és una població dels Estats Units a l'estat de Geòrgia. Segons el cens del 2000 tenia 198 habitants.

## Demografia
Segons el cens del 2000, Dillard tenia 198 habitants, 88 habitatges, i 55 famílies. La densitat de població era de 49,3 habitants per km².
Dels 88 habitatges en un 19,3% hi vivien nens de menys de 18 anys, en un 53,4% hi vivien parelles casades, en un 6,8% dones solteres, i en un 36,4% no eren unitats familiars. En el 35,2% dels habitatges hi vivien persones soles el 17% de les quals corresponia a persones de 65 anys o més que vivien soles. El nombre mitjà de persones vivint en cada habitatge era de 2,25 i el nombre mitjà de persones que vivien en cada família era de 2,89.
Per edats la població es repartia de la següent manera: un 19,7% tenia menys de 18 anys, un 7,6% entre 18 i 24, un 19,7% entre 25 i 44, un 33,8% de 45 a 60 i un 19,2% 65 anys o més.
L'edat mediana era de 48 anys. Per cada 100 dones de 18 o més anys hi havia 80,7 homes.
La renda mediana per habitatge era de 41.250 $ i la renda mediana per família de 44.167 $. Els homes tenien una renda mediana de 33.958 $ mentre que les dones 31.875 $. La renda per capita de la població era de 17.951 $. Entorn del 9,1% de les famílies i el 10,8% de la població estaven per davall del llindar de pobresa.

## Poblacions més properes
El següent diagrama mostra les poblacions més properes.